# Найдовше слово французькою мовою
У цій статті перераховані деякі з найдовших слів французької мови.
Найдовшим словом є hippopotomonstrosesquippedaliophobie (36 літер) — назва боязні (фобія) довгих слів. Слово складається з латинського слова sesquipedalia (сингулярний sesquipedalis), яке давньоримський поет Горацій використовував у «Ars Poetica» для опису надмірно довгих слів; у буквальному сенсі це означає «довжина півтора фута». Довжина слова hippopotomonstrosesquippedaliophobie збільшена префіксом hippopotomonstro ("monster hippopotamus"), що є характеристикою побоювань.
Подібно до інших фобій у списку, hippopotomonstrosesquippedaliophobie має форму множини, яка отримується шляхом додавання букви s в кінці. Прикметник interdépartemental (18 літер), який також входить до списку, має форму множини, яка отримується шляхом додавання літер es .

## Довгі слова
| Слово                                | Літери | Склади | Частина мови | Переклад                            | Ref.              |
| ------------------------------------ | ------ | ------ | ------------ | ----------------------------------- | ----------------- |
| hippopotomonstrosesquippedaliophobie | 36     |        | Іменник      | hippopotomonstrosesquipedaliophobia | [ 1 ]             |
| hexakosioihexekontahexaphobie        | 29     | 13     | Іменник      | hexakosioihexekontahexaphobie       | [ 2 ] [ 3 ]       |
| anticonstitutionnellement            | 25     | 9      | Прислівник   | антиконституційно                   | [ 3 ]             |
| apopathodiaphulatophobie             | 24     |        | Іменник      | apopathodiaphulatophobie            | [ 4 ] [ 5 ] [ 6 ] |
| désinstitutionnalisation             | 24     |        | Іменник      | деінституціоналізація               |                   |
| autocheirothanatophobie              | 23     |        | Іменник      |                                     | [ 7 ]             |
| paraskevidékatriaphobie              | 23     | 10     | Іменник      | paraskavedekatriaphobia             | [ 8 ] [ 3 ]       |
| dyspondéromorphophobie               | 22     |        | Іменник      |                                     | [ 9 ]             |
| triskaïdekaphobiebie                 | 20     |        | Іменник      | triskaidekaphobia                   |                   |
| interdépartemental                   | 18     |        | Прикметник   | міжвідомчий                         | [ 10 ]            |